# Apollo 11
Apollo 11 war die fünfte bemannte Raumfahrtmission des Apollo-Programms und der erste bemannte Raumflug mit einer Mondlandung. Die Mission einschließlich Mondlandung am 20. Juli 1969 verlief erfolgreich. Damit erreichte die US-amerikanische Raumfahrtbehörde NASA das 1961 von US-Präsident John F. Kennedy vorgegebene nationale Ziel, noch vor Ende des Jahrzehnts einen Menschen zum Mond und wieder sicher zurück zur Erde zu bringen.
Die drei Astronauten Neil Armstrong, Edwin „Buzz“ Aldrin und Michael Collins starteten am 16. Juli 1969 mit einer Saturn-V-Rakete von Launch Complex 39A des Kennedy Space Center in Florida und erreichten am 19. Juli die vorgesehene Mondumlaufbahn. Während Collins im Kommandomodul des Raumschiffs Columbia zurückblieb, setzten Armstrong und Aldrin am nächsten Tag mit der Mondlandefähre Eagle auf dem Erdtrabanten auf. Wenige Stunden später betrat Armstrong als erster Mensch den Mond, kurz danach auch Aldrin. Nach einem knapp 22-stündigen Aufenthalt startete die Landefähre wieder von der Mondoberfläche und kehrte zum Kommandoschiff zurück (Mondumlaufbahn-Rendezvous). Nach der Rückkehr zur Erde wasserte die Columbia am 24. Juli rund 25 km vom Bergungsschiff Hornet entfernt im Pazifik. Mit Apollo 11 wurden auch erstmals Gesteinsproben von einem anderen Himmelskörper zur Erde geholt.
Weltweit verfolgten rund 600 Millionen Menschen die Fernsehübertragung der Mondlandung 1969.

## Hintergrund
In den späten 1950er und frühen 1960er Jahren herrschte zwischen den Vereinigten Staaten und der Sowjetunion der Kalte Krieg. Am 4. Oktober 1957 startete die Sowjetunion Sputnik 1, den ersten künstlichen Satelliten. Dieser Überraschungserfolg löste in der ganzen Welt Ängste und Fantasien aus. Er zeigte, dass die Sowjetunion in der Lage war, Atomwaffen über interkontinentale Entfernungen zu transportieren, und stellte die militärische, wirtschaftliche und technologische Überlegenheit der USA in Frage. Dies führte zur Sputnik-Krise und löste das Wettrennen im Weltraum aus, bei dem es darum ging, welche Supermacht die überlegenen Fähigkeiten in der Raumfahrt erlangen würde. Präsident Dwight D. Eisenhower reagierte auf die Sputnik-Herausforderung, indem er die NASA gründete und das Projekt Mercury ins Leben rief, mit dem ein Mensch in die Erdumlaufbahn gebracht werden sollte. Doch am 12. April 1961 war der sowjetische Kosmonaut Juri Gagarin der erste Mensch im All und der erste, der die Erde umkreiste. Knapp einen Monat später, am 5. Mai 1961, war Alan Shepard der erste Amerikaner im Weltraum, der eine 15-minütige suborbitale Reise absolvierte. Nachdem er aus dem Atlantik geborgen worden war, erhielt er einen Glückwunschanruf von Eisenhowers Nachfolger John F. Kennedy.
Da die Sowjetunion über Trägerraketen mit höherer Tragfähigkeit verfügte, wählte Kennedy unter den von der NASA vorgestellten Optionen eine Herausforderung, die über die Kapazität der bestehenden Raketengeneration hinausging, so dass die USA und die Sowjetunion von einer gleichberechtigten Position aus starten würden. Eine Mission mit Besatzung zum Mond würde diesem Zweck dienen.
Am 25. Mai 1961 sprach Kennedy vor dem Kongress der Vereinigten Staaten über "dringende nationale Bedürfnisse" und erklärte:

„Ich glaube, dass diese Nation sich dem Ziel verschreiben sollte, noch in diesem Jahrzehnt [1960er Jahre] einen Menschen auf dem Mond zu landen und ihn sicher zur Erde zurückzubringen. Kein einziges Weltraumprojekt in diesem Zeitraum wird die Menschheit mehr beeindrucken oder für die langfristige Erforschung des Weltraums wichtiger sein; und keines wird so schwierig oder teuer zu verwirklichen sein. Wir schlagen vor, die Entwicklung geeigneter Mondraumfahrzeuge zu beschleunigen. Wir schlagen vor, alternative Flüssig- und Festtreibstoff-Booster zu entwickeln, die viel größer sind als die derzeit in Entwicklung befindlichen, bis feststeht, welcher davon besser ist. Wir schlagen zusätzliche Mittel für die Entwicklung anderer Triebwerke und für unbemannte Erkundungen vor - Erkundungen, die besonders wichtig sind für einen Zweck, den diese Nation niemals außer Acht lassen wird: das Überleben des Mannes, der als erster diesen gewagten Flug unternimmt. Aber in einem sehr realen Sinne wird es nicht nur ein Mann sein, der zum Mond fliegt - wenn wir dieses Urteil bejahen, wird es eine ganze Nation sein. Denn wir alle müssen daran arbeiten, ihn dorthin zu bringen.“

Am 12. September 1962 hielt Kennedy im Football-Stadion der Rice University in Houston, Texas, eine weitere Rede vor etwa 40.000 Zuhörern. Eine viel zitierte Passage aus dem Mittelteil der Rede lautet wie folgt:

„Im Weltraum gibt es noch keinen Streit, keine Vorurteile, keinen nationalen Konflikt. Seine Gefahren sind für uns alle feindlich. Seine Eroberung verdient das Beste für die gesamte Menschheit, und die Gelegenheit zur friedlichen Zusammenarbeit wird vielleicht nie wieder kommen. Aber warum, fragen manche, der Mond? Warum haben wir ihn als Ziel gewählt? Und sie mögen fragen: Warum den höchsten Berg besteigen? Warum vor 35 Jahren den Atlantik überqueren? Warum spielt Rice gegen Texas? Wir haben uns entschieden, zum Mond zu fliegen! Wir haben uns entschieden, zum Mond zu fliegen ... Wir beschließen, in diesem Jahrzehnt zum Mond zu fliegen und die anderen Dinge zu tun, nicht weil sie leicht sind, sondern weil sie schwer sind; weil dieses Ziel dazu dienen wird, das Beste unserer Energien und Fähigkeiten zu organisieren und zu messen, weil diese Herausforderung eine ist, die wir bereit sind, anzunehmen, eine, die wir nicht aufschieben wollen, und eine, die wir zu gewinnen beabsichtigen, und die anderen auch.“

Trotzdem stieß das geplante Programm auf den Widerstand vieler Amerikaner und wurde von Norbert Wiener, einem Mathematiker am Massachusetts Institute of Technology, als „Schwindel“ bezeichnet. Das Vorhaben, einen Menschen auf dem Mond zu landen, hatte bereits einen Namen: Projekt Apollo. Als Kennedy im Juni 1961 mit Nikita Chruschtschow, dem Ministerpräsidenten der Sowjetunion, zusammentraf, schlug er vor, die Mondlandung zu einem gemeinsamen Projekt zu machen, doch Chruschtschow ging nicht auf das Angebot ein. In einer Rede vor der Generalversammlung der Vereinten Nationen am 20. September 1963 schlug Kennedy erneut eine gemeinsame Expedition zum Mond vor. Die Idee einer gemeinsamen Mondmission wurde nach Kennedys Tod aufgegeben.
Eine frühe und wichtige Entscheidung war die Entscheidung für ein Rendezvous in der Mondumlaufbahn anstelle eines direkten Aufstiegs oder eines Rendezvous in der Erdumlaufbahn. Ein Weltraum-Rendezvous ist ein orbitales Manöver, bei dem zwei Raumfahrzeuge durch den Weltraum navigieren und sich treffen. Im Juli 1962 kündigte NASA-Chef James Webb an, dass das Rendezvous in der Mondumlaufbahn stattfinden würde und dass das Apollo-Raumschiff aus drei Hauptteilen bestehen würde: ein Kommandomodul (CM) mit einer Kabine für die drei Astronauten und dem einzigen Teil, der zur Erde zurückkehrte; ein Servicemodul (SM), das das Kommandomodul mit Antrieb, elektrischer Energie, Sauerstoff und Wasser versorgte; und eine Mondlandefähre (LM) mit zwei Stufen – einer Abstiegsstufe für die Landung auf dem Mond und einer Aufstiegsstufe, um die Astronauten wieder in die Mondumlaufbahn zu bringen. Dank dieser Konstruktion konnte das Raumschiff mit einer einzigen Saturn-V-Rakete gestartet werden, die sich damals in der Entwicklung befand.
Die für Apollo erforderlichen Technologien und Techniken wurden im Rahmen des Projekts Gemini entwickelt. Das Apollo-Projekt wurde durch die Einführung neuer Fortschritte in der elektronischen Halbleitertechnologie durch die NASA ermöglicht, darunter Metalloxid-Halbleiter-Feldeffekttransistoren (MOSFETs) in der Interplanetaren Überwachungsplattform (IMP) und integrierte Siliziumschaltungen (ICs) im Apollo-Lenkungscomputer (AGC).
Das Projekt Apollo wurde durch den Brand von Apollo 1 am 27. Januar 1967, bei dem die Astronauten Gus Grissom, Ed White und Roger B. Chaffee ums Leben kamen, und die anschließende Untersuchung abrupt unterbrochen. Im Oktober 1968 testete Apollo 7 das Kommandomodul in der Erdumlaufbahn, und im Dezember testete Apollo 8 es in der Mondumlaufbahn. Im März 1969 prüfte Apollo 9 die Mondlandefähre in der Erdumlaufbahn auf Herz und Nieren, und im Mai führte Apollo 10 eine "Generalprobe" in der Mondumlaufbahn durch. Im Juli 1969 war alles für Apollo 11 bereit, um den letzten Schritt auf den Mond zu tun.
Die Sowjetunion schien das Weltraumrennen zu gewinnen, indem sie die USA bei den ersten Versuchen schlug, aber ihr früher Vorsprung wurde durch das amerikanische Gemini-Programm und das Versäumnis der Sowjets, die Trägerrakete N1 zu entwickeln, die mit der Saturn V vergleichbar gewesen wäre, wieder eingebüßt. Die Sowjets versuchten, die USA bei der Rückkehr von Mondmaterial zur Erde mit unbemannten Sonden zu schlagen. Am 13. Juli, drei Tage vor dem Start von Apollo 11, startete die Sowjetunion Luna 15, die noch vor Apollo 11 die Mondumlaufbahn erreichte. Während des Abstiegs stürzte Luna 15 aufgrund einer Fehlfunktion in das Mare Crisium, etwa zwei Stunden bevor Armstrong und Aldrin von der Mondoberfläche abhoben, um ihre Heimreise anzutreten. Das Radioteleskop der Nuffield Radio Astronomy Laboratories in England zeichnete während des Abstiegs Übertragungen von Luna 15 auf, die im Juli 2009 anlässlich des 40-jährigen Jubiläums von Apollo 11 veröffentlicht wurden.

## Besatzung

Das Original-Cockpit des Kommandomoduls (CMP) mit drei Sitzen, von oben fotografiert. Es befindet sich im National Air and Space Museum, das sehr hoch aufgelöste Digitalfoto stammt von 2007.

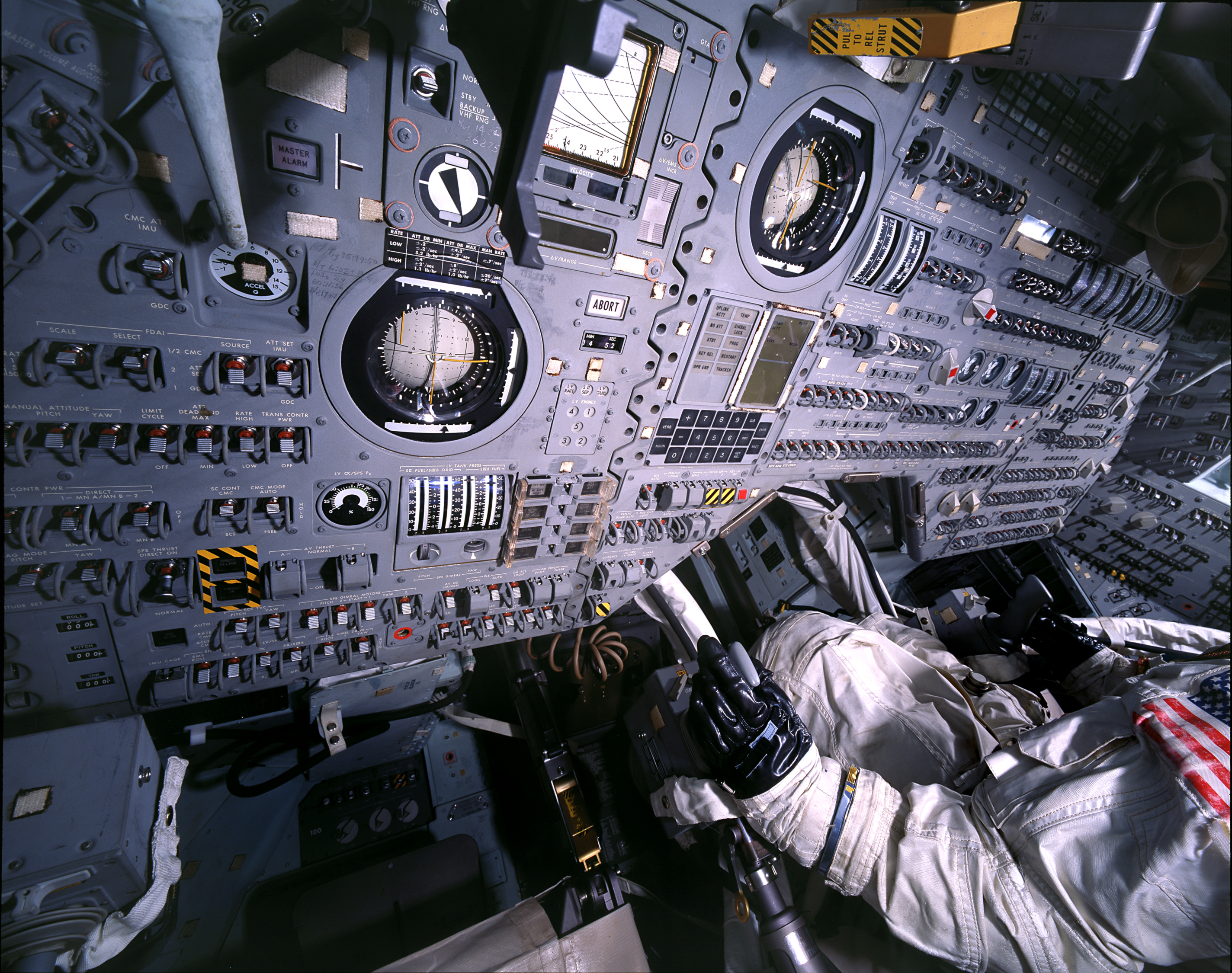
Das obige Cockpit, etwa aus Perspektive eines der drei Astronauten fotografiert

Kommandant (CDR) der Apollo-11-Mission war Neil Armstrong. Er war zunächst Kampfpilot der US Navy, bevor er bei der NASA als Testpilot zahlreicher Hochgeschwindigkeits-Flugzeuge wie der X-15 tätig war. Als er 1962 in die 2. NASA-Astronautengruppe aufgenommen wurde, waren er und Elliot See die ersten Zivilisten unter den US-Astronauten. Seinen ersten Weltraumflug absolvierte Armstrong als Kommandant von Gemini 8 im März 1966, bei dem die erste Kopplung zwischen zwei Raumfahrzeugen durchgeführt wurde.
Pilot der Mondlandefähre (LMP) war Edwin „Buzz“ Aldrin, ein Oberst der US Air Force. Er wurde 1963 in die 3. NASA-Astronautengruppe aufgenommen, nachdem er zuvor mit der Air Force am Koreakrieg teilgenommen und 1963 am Massachusetts Institute of Technology eine Promotion zum Problem der Rendezvoustechnik erhalten hatte. Im November 1966 war Aldrin mit Gemini 12 erstmals zu einem Raumflug gestartet, in dessen Verlauf er drei Raumausstiege absolvierte.
Pilot des Kommandomoduls (CMP) war Michael Collins, ein Oberstleutnant und früherer Kampfpilot der US Air Force. Wie Aldrin gehörte er der 3. NASA-Astronautengruppe von 1963 an. Erste Weltraumerfahrung sammelte Collins im Juli 1966 als Pilot von Gemini 10. Während dieser Mission verließ er das Raumschiff für zwei Außenbordeinsätze.
Armstrong und Aldrin hatten zusammen mit Fred Haise bereits die Ersatzmannschaft des Fluges Apollo 8 gebildet. Collins war ursprünglich für die dritte bemannte Apollo-Mission (die später auf Apollo 8 vorverlegt wurde) vorgesehen gewesen, aufgrund von Bandscheibenproblemen, die eine Operation erforderlich machten, aber aus dem Team ausgeschieden. Nach seiner Genesung wurde er direkt für die Hauptmannschaft von Apollo 11 nominiert, wodurch Fred Haise in die Ersatzmannschaft rückte.
Ursprünglich war Jim Lovell in Armstrongs Mannschaft als Pilot des Kommandomoduls vorgesehen. Als er Collins in der Besatzung von Apollo 8 vertreten musste, rückte Aldrin vom Posten des Mondfährenpiloten in seine Position und absolvierte einen großen Teil der Missionsvorbereitung in der Rolle des CMP. Als Haise zugunsten von Collins aus der Mannschaft abgezogen wurde, wechselte Aldrin wieder auf die Position des LMP. Den Start von Apollo 11 absolvierte er jedoch in der mittleren Couch der Kommandokapsel, die normalerweise für den CMP vorgesehen war, während Collins in der rechten Couch des LMP lag. Dies war die einzige derartige Ausnahme im gesamten Apollo-Programm.

### Ersatz- und Unterstützungsmannschaft
Für die Ersatzmannschaft, die ein ausgefallenes Mitglied der Hauptbesatzung im Bedarfsfall ersetzt hätte, waren Jim Lovell als Kommandant, William Anders als Pilot des Kommandomoduls und Fred Haise als Pilot der Mondfähre eingeteilt.
Die Unterstützungsmannschaft (Support Crew), die der eigentlichen Besatzung beim Training assistierte, bestand aus Ken Mattingly, Ron Evans, Bill Pogue und Jack Swigert.
Die Mitglieder der Ersatzmannschaft sowie Mattingly und Evans aus der Unterstützungscrew waren außerdem zusammen mit Charles Duke, Bruce McCandless, Don Lind, Owen Garriott und Harrison Schmitt als Verbindungssprecher (CAPCOM) tätig. In dieser Funktion waren sie normalerweise die Einzigen, die mit den Astronauten im Weltraum sprachen.

### Flugleiter
Flugleiter (Flight Director) im Kontrollzentrum in Houston waren Cliff Charlesworth (während des Starts und des Mondspaziergangs), Gene Kranz (bei der Mondlandung), Glynn S. Lunney (für den Rückstart zur Erde) und Gerald D. Griffin. Sie trafen die für den Erfolg der Mission relevanten Entscheidungen und waren für die Sicherheit der Besatzung verantwortlich.

### Missionsemblem und Rufzeichen der Raumschiffe
Das Abzeichen von Apollo 11 zeigt das Wappentier der Vereinigten Staaten, den Weißkopfseeadler, kurz vor der Landung auf dem Mond. In seinen Krallen trägt er einen Olivenzweig, der die friedvollen Absichten der ersten Mondlandung unterstreichen soll. Die Erde – Start- und Endpunkt der Mission – ist vor einem schwarzen Hintergrund, der das Unbekannte des Weltraums symbolisieren soll, zu erkennen. Auf die Aufnahme der Namen der Astronauten wurde bewusst verzichtet, um den Beitrag jedes Einzelnen, der für das Apollo-Programm gearbeitet hat, hervorzuheben. Stattdessen trägt das Abzeichen den Schriftzug „APOLLO 11“ an der Spitze.
Bei Auswahl der Rufnamen der Raumschiffe wurde der Besatzung vom NASA-Management wegen der historischen Bedeutung der Mission dazu geraten, ehrwürdige Bezeichnungen zu verwenden – beim vorangegangenen Flug Apollo 10 hießen die beiden Raumfahrzeuge nach Figuren aus der Comicserie Die Peanuts Charlie Brown und Snoopy. Bei Apollo 9 waren die Rufzeichen in Anspielung auf die Formgebung der Raumfahrzeuge Gumdrop und Spider. Die Apollo-11-Astronauten entschieden sich schließlich dazu, die Mondlandefähre – vom im Abzeichen verwendeten Motiv herrührend – Eagle (Adler) zu nennen, während die Kommandokapsel das Rufzeichen Columbia erhielt. Die Wahl von Columbia wurde mit der großen Bedeutung des Wortes in der US-amerikanischen Geschichte begründet.

## Planungen

### Missionsprofil
Apollo 11 war in der Flugsequenz des Apollo-Programms die sogenannte G-Mission, deren Ziel die erste bemannte Landung auf dem Mond war. Die Planungsphase für Apollo 11 begann im Jahr 1965, nachdem die Entwicklung der beiden Raumfahrzeuge abgeschlossen war, und stand unter der Leitung von Christopher Kraft, dem Flugbetriebsleiter am Manned Spacecraft Center in Houston. Seinem Team oblag die Ausarbeitung der Checklisten für die Besatzung sowie des Flugplans, dessen endgültige Version zwei Wochen vor dem Start am 1. Juli 1969 erschien. Für den Fall einer Verschiebung der Mission erarbeitete Krafts Abteilung darüber hinaus Flugszenarien für Startfenster im August und September 1969.
Die Pläne für den Mondausstieg wurden im Lauf der Vorbereitungen mehrfach überarbeitet. Das ursprüngliche Konzept aus dem Jahr 1964 sah vor, dass nur der Pilot der Landefähre für zwei Stunden die Mondoberfläche betritt, während der Kommandant der Mission zur Überwachung der Systeme in der Mondfähre bleibt. Eine Studie der Grumman Aerospace Corporation aus demselben Jahr deutete jedoch darauf hin, dass die Teilnahme beider Astronauten am Mondspaziergang technisch möglich sei. Anfang Januar 1967 schlug Flugbetriebsleiter Christopher Kraft vor, die Zeit nach der Landung auf der Mondoberfläche für zwei Ausstiege zu verwenden. Der erste Mondspaziergang sollte demnach nur zur Eingewöhnung der Astronauten an die Umgebung dienen, während der zweite Ausstieg zum Aufstellen von wissenschaftlichen Experimenten und der Entnahme von Mondgestein-Proben genutzt werden sollte.
Im September 1968 entschied sich die NASA jedoch, dass Apollo 11 nur eine 2,5-stündige Mondexkursion der beiden Raumfahrer beinhalten und die wissenschaftlichen Instrumente wegen des hohen Gewichts nicht zum Mond mitgeführt werden sollten. Wilmot N. Hess, der Leiter der wissenschaftlichen Abteilung der NASA in Houston, drängte indessen darauf, dennoch ein kleines Paket von wissenschaftlichen Messgeräten zum Mond mitzuführen. Der Planungsstab bewilligte daraufhin am 9. Oktober 1968 die Entwicklung von drei vergleichsweise leichten Experimenten für Apollo 11, dem Early Apollo Surface Experiments Package (EASEP).

### Auswahl der Mannschaft
Für die Zusammenstellung der Besatzungsmitglieder für Apollo 11 war Deke Slayton, der Chef des NASA-Astronautenbüros, verantwortlich. Bei der Auswahl der einzelnen Crews ging er nach dem Rotationsprinzip vor, wonach eine Ersatzmannschaft zwei Flüge aussetzt, bevor sie selbst für einen Flug nominiert wird. Demnach sollte die Reservemannschaft für Apollo 8, die aus den Astronauten Neil Armstrong, Buzz Aldrin und Fred Haise bestand, die Besatzung für Apollo 11 bilden. Armstrong setzte sich allerdings dafür ein, dass Michael Collins, der wegen einer Operation seinen Platz in der Crew von Apollo 8 verloren hatte, in seine Mannschaft aufrückt, um den Platz von Haise einzunehmen. Das obere NASA-Management hatte keine Einwände gegen diese Besetzung, so dass Armstrong, Aldrin und Collins der Öffentlichkeit am 10. Januar 1969 als Besatzung für Apollo 11 vorgestellt wurden. Zum Zeitpunkt ihrer Auswahl war die Mannschaft noch nicht davon überzeugt, die erste bemannte Mondlandung zu absolvieren, da die Mondlandefähre bis dahin noch nicht bemannt im Weltraum getestet worden war.

### Auswahl der Landestelle

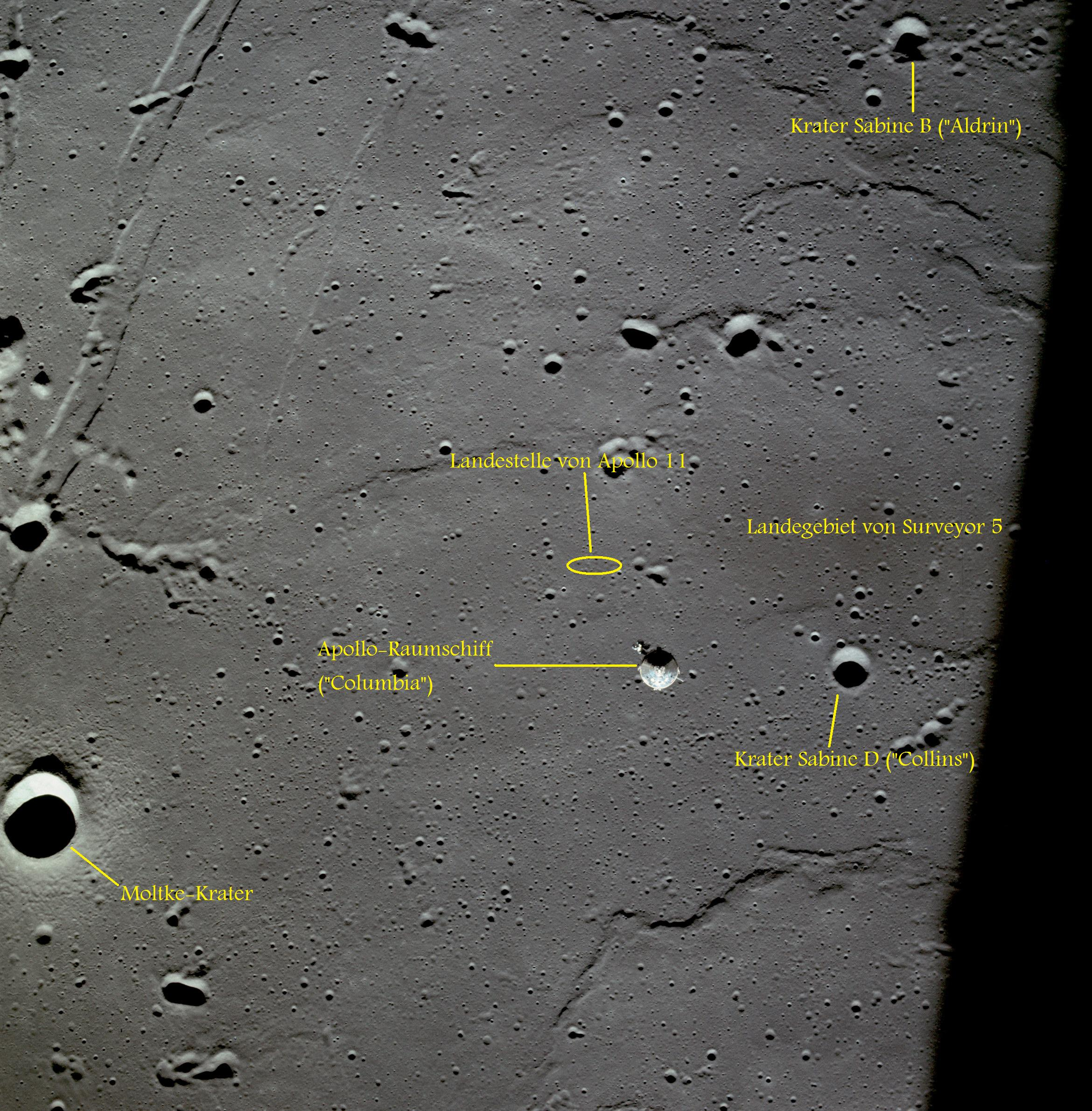
Dieses Bild wurde aus den Fenstern der Mondfähre Eagle kurz vor Beginn des Landeanflugs aufgenommen. Es zeigt den südwestlichen Teil des Meers der Ruhe mit der Landestelle von Apollo 11 im Zentrum. Am unteren linken Bildrand ist der Moltkekrater mit einem Durchmesser von 6,5 km zu erkennen.

Bei der Auswahl des Landeplatzes für die Mondlandefähre war die Sicherheit der Astronauten der Hauptgesichtspunkt. Die Mondlandung musste beispielsweise bei direkter Sonneneinstrahlung und optimalen Sichtverhältnissen durchgeführt werden; der Rückstart zur Erde musste ebenfalls bei Tageslicht erfolgen. Die Vorgabe, möglichst wenig Treibstoff zu verbrauchen, um entsprechend möglichst hohe Treibstoffreserven mitführen zu können, begrenzte den Landeplatz für Apollo 11 zudem auf Gebiete in Nähe des Mondäquators. Eine ebenso wichtige Rolle bei der Auswahl spielte schließlich die Beschaffenheit der Mondoberfläche im Landegebiet. So bestimmten die Kriterien etwa, dass das Gewicht der Landefähre ausreichend getragen werden müsse und die Zahl der Krater und Felsbrocken so klein wie möglich sein sollte.
Zur Bereitstellung von Bildern und anderen Daten von möglichen Landestellen schickte die NASA im Laufe der 1960er Jahre mehrere Raumsonden aus den Ranger- und Surveyor-Programmen zum Mond. Während Ranger zur Übermittlung von hochauflösenden Bildern diente, absolvierten die Surveyor-Sonden eine weiche Landung auf der Mondoberfläche, um wissenschaftliche Daten und Fernsehbilder zur Erde zu senden. Die Qualität der Aufnahmen reichte allerdings für eine detaillierte Analyse der denkbaren Landeplätze nicht aus, weshalb die NASA mit Lunar Orbiter eine weitere Reihe von Raumsonden entwickelte. Diese mit zwei Kameras ausgestatteten Mondsatelliten dokumentierten 99 Prozent der Mondoberfläche und übermittelten Bilder von 20 potenziellen Landestellen für das Apollo-Programm.
Mitte 1965 gründete die NASA das Apollo Site Selection Board, dessen Aufgabe es war, nach der Abwägung von wissenschaftlichen und flugbetrieblichen Aspekten Vorschläge für mögliche Landeplätze zu machen. Alle Kandidaten befanden sich in Äquatornähe und erschienen auf den Bildern der Mondsonden relativ eben. Darüber hinaus achteten die Missionsplaner bei der Wahl der Landestelle darauf, dass das umliegende Terrain keine Hänge und sonstige Unregelmäßigkeiten aufwies, da sonst das Radar der Mondlandefähre beim Anflug gestört werden könnte. Am 15. Dezember 1968 einigte sich das Auswahlgremium auf eine Liste von fünf denkbaren Landeplätzen, den Apollo Landing Sites (ALS).
Für den Flug mit Apollo 11 wählte die NASA mit ALS-2 schließlich die westliche der beiden Landestellen im Meer der Ruhe. Dort war etwa 20 Stunden vor der Landung die Sonne aufgegangen. Da ein vollständiger Mondtag 29,53 Erdtage dauert, stand die Sonne bei der Landung etwa 10° über dem östlichen Horizont. In dem flach einfallenden Morgenlicht waren Unebenheiten der Mondoberfläche durch den Schattenwurf gut zu erkennen. Die elliptische Landezone entsprach mit 18,5 km ungefähr der Insel von Manhattan. Zwei andere, weiter westlich liegende Landeplätze (ALS-3 und ALS-5) dienten im Fall einer Startverschiebung als Ausweichstandorte, um eine bestmögliche Beleuchtung beim Endanflug der Landefähre zu gewährleisten.

## Vorbereitungen

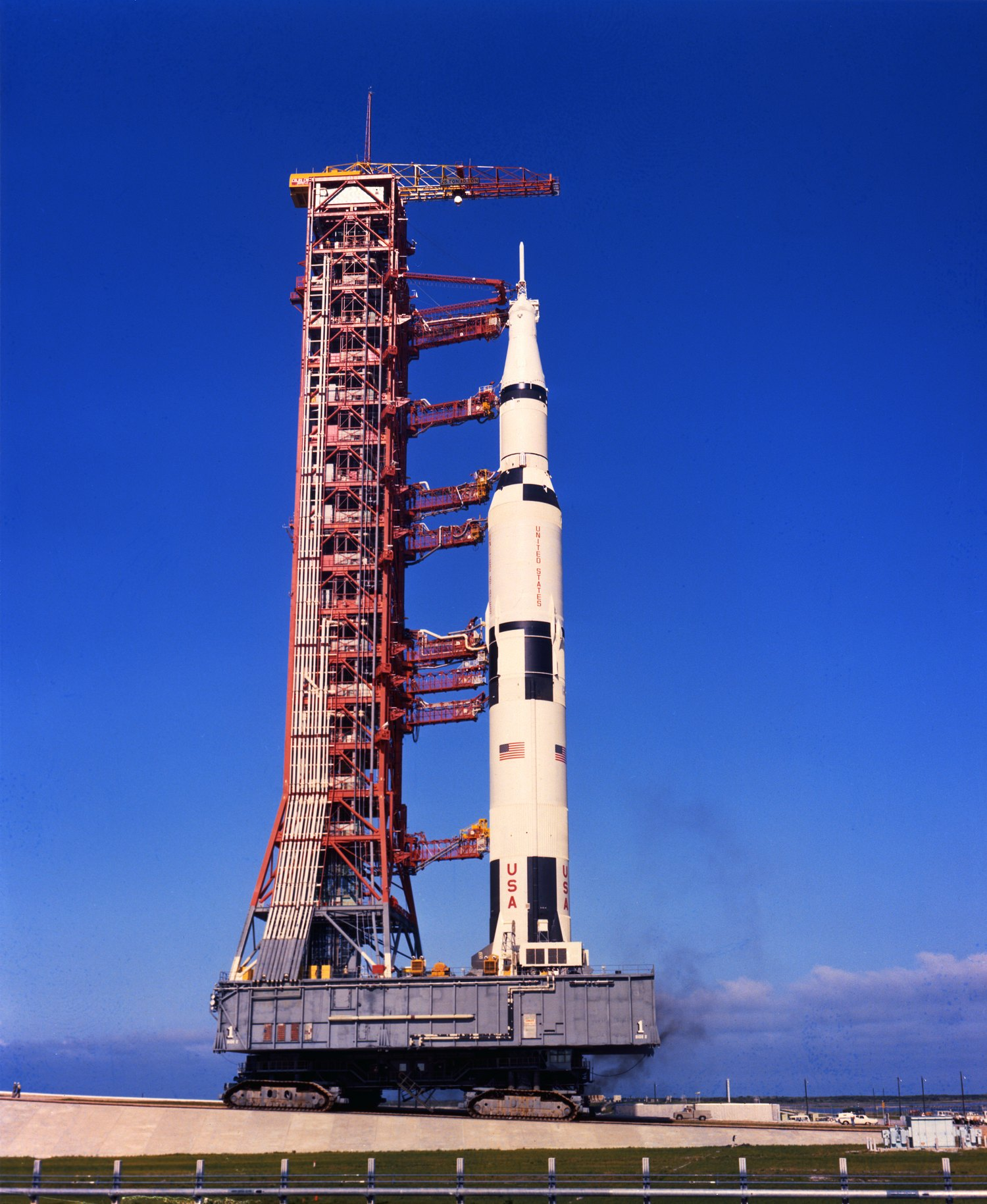
Transport der Saturn-V-Trägerrakete zur Startrampe

Die Startvorbereitungen für Apollo 11 begannen Anfang Januar 1969 mit der Ankunft der Mondlandefähre (Lunar Module, LM) im Kennedy Space Center (KSC) in Florida. Das Apollo-Raumschiff, in dem sich die Besatzung für den Großteil des Flugs aufhielt, traf am 23. Januar an Bord eines Super-Guppy-Transportflugzeugs im Raumfahrtzentrum ein. Beide Raumfahrzeuge wurden in das Manned Spacecraft Operations Building gebracht, wo die einzelnen Komponenten der Raumschiffe integriert und umfangreichen Funktionstests unterzogen wurden. Darüber hinaus absolvierten sowohl die Mondlandefähre als auch das Apollo-Raumschiff mehrere Probeläufe in einer Höhenkammer, um die Belastungen der Systeme im Vakuum des Weltalls zu simulieren. Nach dem Ende der Abschlusskontrollen wurde die Mondlandefähre schließlich von einem 8,5 m hohen Kegelstumpf umgeben, der zum Schutz während der Startphase diente. Das Apollo-Raumschiff wurde auf die Spitze dieser Verschalung gesetzt.
Parallel zu den Arbeiten an den beiden Raumfahrzeugen erfolgte im 7 km entfernten Vehicle Assembly Building (VAB) die Montage der Trägerrakete Saturn V. Nach der Anlieferung aus den Herstellerwerken wurden die drei Stufen der Rakete auf der 5.715 Tonnen schweren Startplattform miteinander verbunden. Die eingekapselte Mondlandefähre und das Apollo-Raumschiff wurden am 14. April hinzugefügt, womit der Aufbau der 110 m hohen Trägerrakete abgeschlossen war. Am 14. Mai durchlief die als space vehicle bezeichnete Startkonfiguration der Rakete einen simulierten Countdown, der die Kompatibilität der einzelnen Systeme testete.
Am 20. Mai 1969 brachte der sogenannte Crawler-Transporter, ein von zwei Dieselmotoren angetriebenes Raupenfahrzeug, die Saturn V zur Startrampe 39A, die nach Apollo 8 und 9 zum dritten Mal für einen bemannten Start benutzt wurde (Apollo 10 war von Rampe 39B gestartet, Apollo 7 vom Startkomplex 34). Die 5,5 km lange Fahrt auf einer speziell präparierten Piste dauerte 6 Stunden. Nach dem Erreichen der Rampe wurde unter der Startplattform ein Flammenlenkblech in Stellung gebracht, das die beim Abheben der Rakete entstehenden Triebwerksgase ableiten sollte. Des Weiteren wurde eine Wartungsplattform vor der Saturn V platziert, um die Arbeiten an der Rakete zu erleichtern. Der Flugbereitschaftstest der Trägerrakete, bei dem auch die Besatzung von Apollo 11 teilnahm, wurde am 6. Juni abgeschlossen.
Am 27. Juni begann mit dem Countdown Demonstration Test die letzte wichtige Erprobung der Trägerrakete. Während des mehrtägigen Tests wurden die Tanks der Saturn V mit Treibstoff befüllt und der Countdown bis zum Start der Zündungssequenz simuliert. In einer anschließenden zweiten Phase entleerte man die Brennstofftanks wieder und der Versuchscountdown wurde mit der Besatzung an Bord wiederholt.

## Flugverlauf

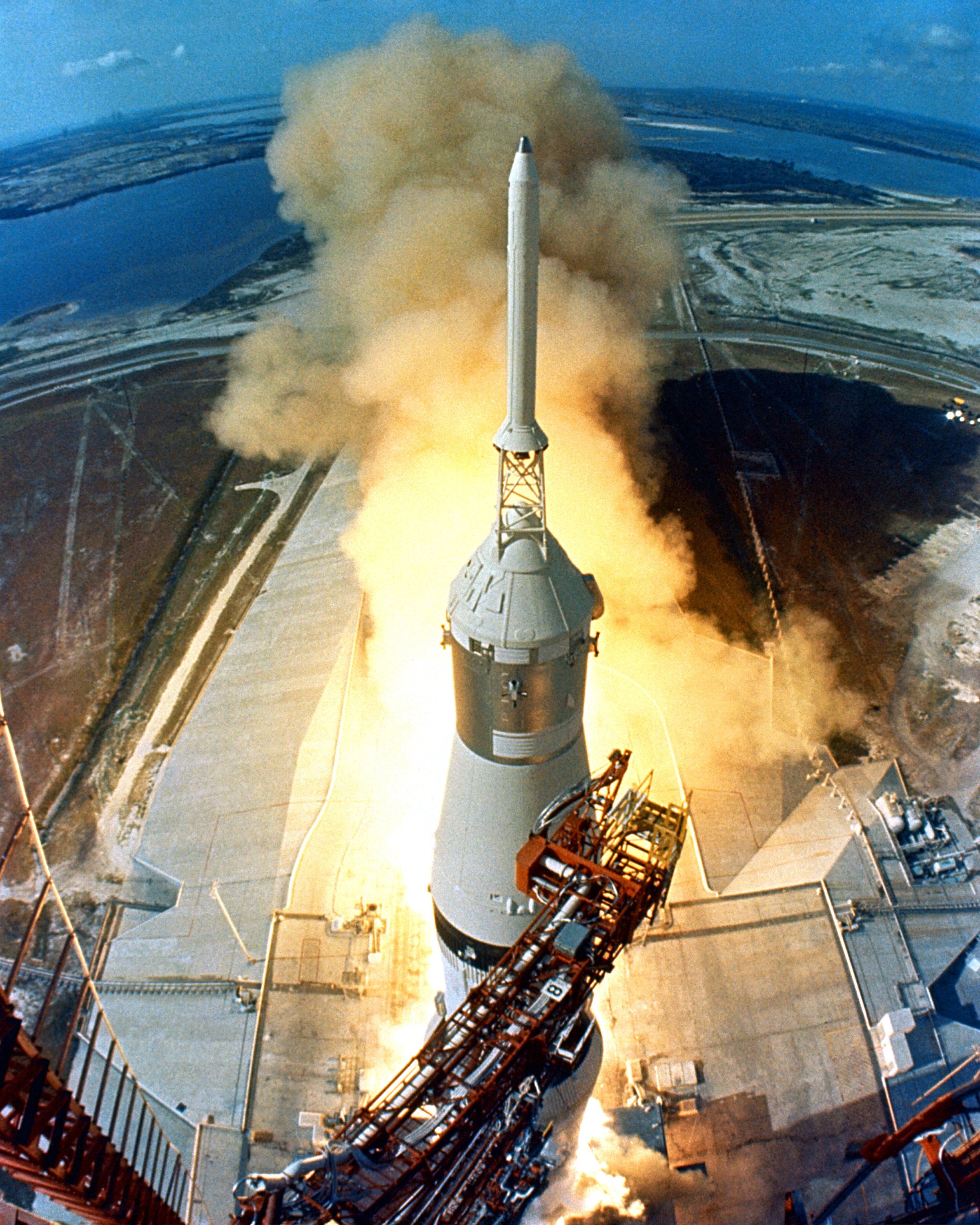
Start der Apollo-11-Mission

### Hinflug
Apollo 11 startete am 16. Juli 1969 um 13:32:00 UTC (09:32:00 Uhr Ostküstenzeit) an der Spitze der 2940 Tonnen schweren Saturn V von Cape Canaveral, Florida und erreichte 12 Minuten später planmäßig die Erdumlaufbahn. Nach anderthalb Erdumkreisungen wurde um 16:22:13 UTC die dritte Raketenstufe erneut gezündet (Trans Lunar Injection). Sie brannte etwa 6 Minuten lang und brachte das Apollo-Raumschiff auf eine freie Rückkehrbahn Richtung Mond. Gut eine halbe Stunde später wurde das Kommando/Servicemodul (CSM) an die Landefähre angekoppelt (transposition, docking, and extraction). Der gesamte Hinflug zum rund 380.000 km entfernten Mond verlief ohne besondere Vorkommnisse und dauerte 76 Stunden. Die Astronauten schwenkten am 19. Juli 1969 um 17:22:00 UTC durch ein Bremsmanöver über der Rückseite des Mondes in eine Mondumlaufbahn ein. 

### Mondlandung

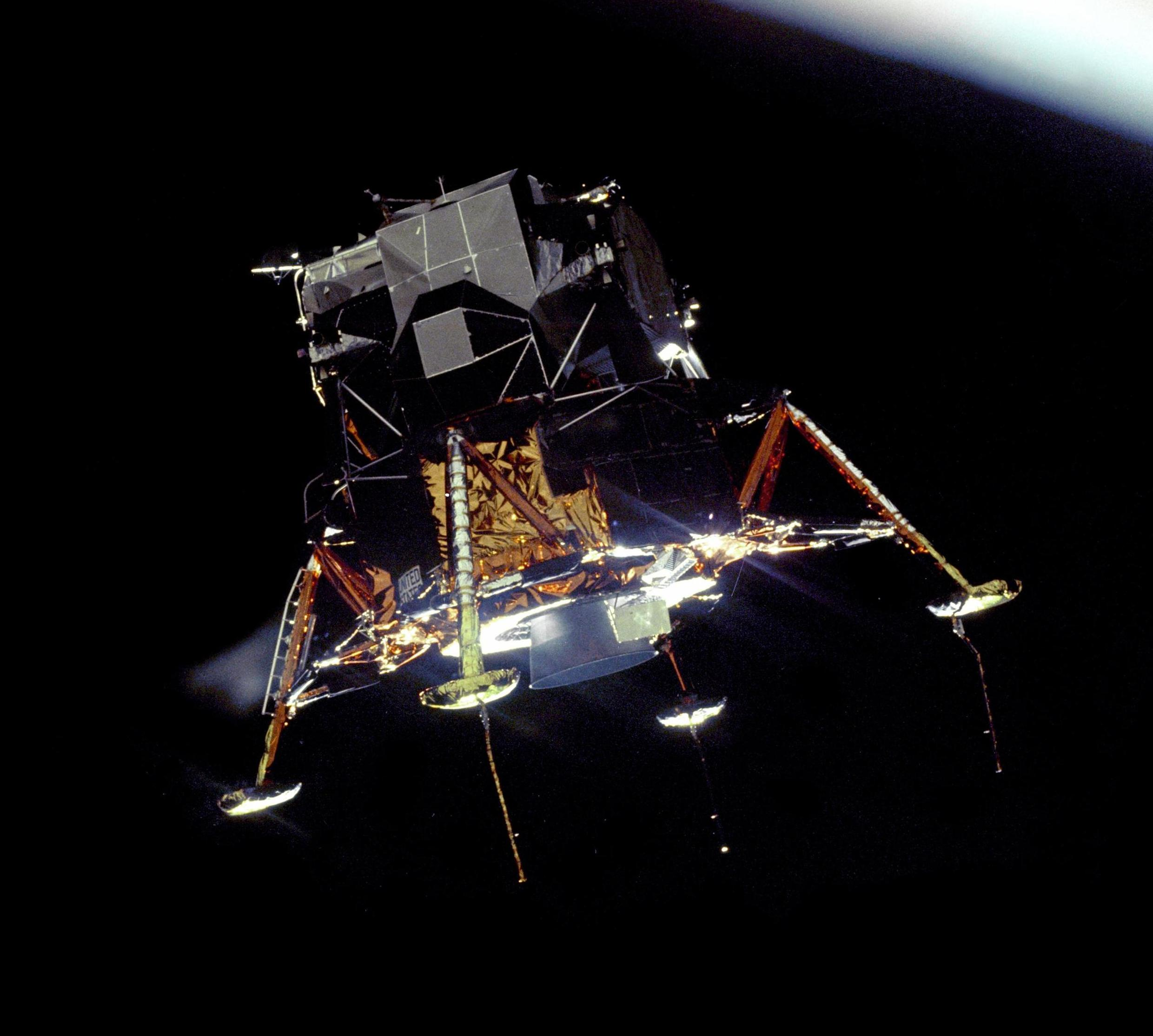
Landefähre Eagle im Mondorbit kurz nach der Trennung vom Kommando- und Servicemodul, von wo aus das Foto gemacht wurde

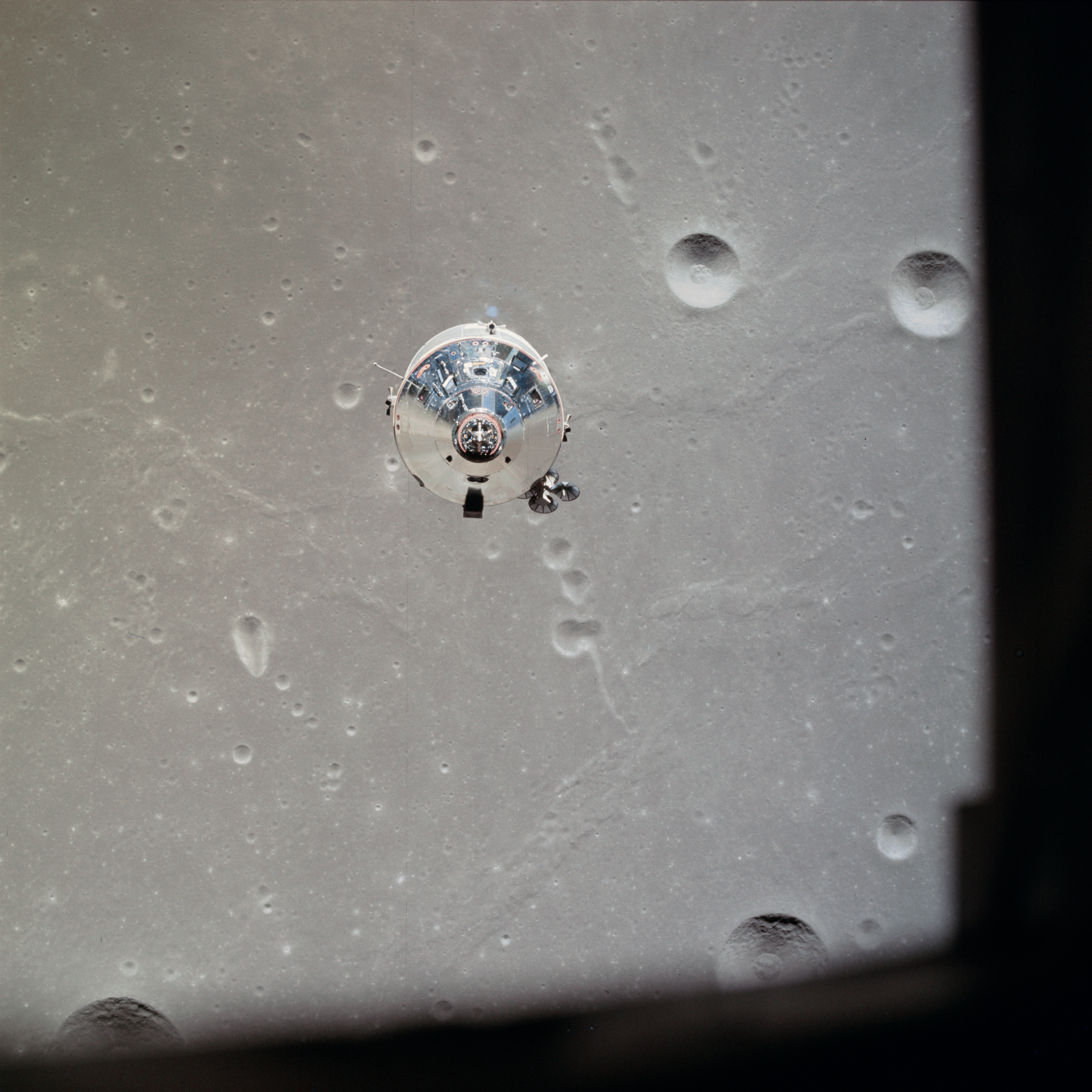
Kommando- und Servicemodul Columbia im Mondorbit, aufgenommen aus der Eagle

Im Mondorbit stiegen erst Aldrin und eine Stunde später (nach Hochfahren der Systeme) Armstrong in die Mondlandefähre um. Nach Prüfung der Systeme und der anschließenden Trennung der Landefähre vom Mutterschiff klappten die Landebeine der Fähre aus. Armstrong drehte die Landefähre einmal um die eigene Achse, damit Collins sie vom Mutterschiff aus auf Schäden untersuchen und sich vergewissern konnte, dass die Beine wie vorgesehen ausgeklappt sind. Daraufhin wurde die Abstiegssequenz eingeleitet. Heikel war dann der Anflug auf das Zielgebiet im Mare Tranquillitatis. Durch geringe unbeabsichtigte Bahnänderungen beim Abkoppeln zielte der Bordcomputer auf eine Stelle etwa 4,5 km hinter dem geplanten Landegebiet. Während des Anfluges wurde die Aufmerksamkeit der Besatzung außerdem etwa 1,5 km über dem Boden mehrfach durch Alarmmeldungen des Navigationscomputers in Anspruch genommen, so dass Armstrong nicht in dem Maße auf charakteristische Merkmale der Mondlandschaft achten konnte, wie es vom Flugplan vorgesehen war. Zu diesen Alarmmeldungen kam es, da entgegen dem Flugplan das Rendezvousradar zusätzlich zum Landeradar eingeschaltet worden war. Die zusätzlichen für diese Phase der Mission nicht vorgesehenen Daten des Rendezvousradars überlasteten den Computer (Apollo Guidance Computer (AGC)). Dank dem von Hal Laning vom M.I.T. Instrumentation Laboratory entwickelten Betriebssystem mit einer Priorisierung der einzelnen Aufgaben (die Aktualisierung eines Displays hat eine niedrige Priorität, die Lage-Steuerung der Landefähre die höchste Priorität) wurde den Daten vom Rendezvousradar eine etwas niedrigere Priorität zugewiesen und der Computer meldete diese Probleme als Fehler 1201 und 1202. Das Problem erwies sich jedoch als unkritisch und konnte ignoriert werden.
Beim Endanflug führte der Autopilot die Fähre auf ein Geröllfeld zu, das einen großen Krater umgab und mit großen Felsen übersät war. Wie sich später herausstellte, handelte es sich dabei um den sogenannten „West“-Krater. Armstrong übernahm daraufhin die Handsteuerung der Eagle, überflog den Krater und landete auf einer ebenen Stelle ca. 500 m weiter westlich (knapp 60 m jenseits des „Little West“-Kraters). Das Kontaktlicht signalisierte den unmittelbar bevorstehenden Bodenkontakt (bei circa 75 cm Höhe) am 20. Juli um 20:17:39 UTC. Der Mondlandepilot Aldrin meldete das („Contact light“) um 20:17:40 UTC. Unmittelbar darauf erfolgte der Kontakt aller vier Landefüße mit dem Mondboden. 3 bis 4 Sekunden nach den Kontaktsignalen schaltete Armstrong das Triebwerk ab. Zu diesem Zeitpunkt hatte die Fähre „Eagle“ bereits sehr sanft (mit etwa 0,52 m/s) auf dem Mond aufgesetzt.
Die zusätzlichen Manöver hatten das ohnehin knapp kalkulierte Treibstoffbudget so strapaziert, dass die Astronauten nur noch etwa 20 Sekunden Zeit für das Treffen der Entscheidung gehabt hätten: entweder innerhalb dieser Zeit zu landen oder den Anflug abzubrechen. Spätere Analysen zeigten, dass der in den Tanks schwappende Treibstoff zu ungenauen Anzeigen geführt hatte und noch mehr Reserve vorhanden war.
Armstrong und Aldrin bereiteten sofort einen möglichen Alarmstart vor, für den Fall, dass ein Leck im Tank der Aufstiegsstufe oder ein Einsinken eines der Landebeine einen längeren Aufenthalt unmöglich machen würde. Die Landung war zeitlich so geplant, dass nach dem ursprünglich vorgesehenen Bodenkontakt (geplant bei circa 20:17:00 UTC) ein Zeitfenster von etwa einer Minute für einen sofortigen Rückstart verblieb. Andernfalls hätte man die Umlaufbahn des Mutterschiffs verfehlt, und Collins hätte das Annäherungsmanöver durchführen müssen. Etwa 30 bis 40 Sekunden davon waren durch die zusätzlichen Manöver beim Endanflug verflossen. Letztlich blieb damit nach dem Abschluss dieser Prozeduren eine Zeitreserve von fünf bis zehn Sekunden. Die Verantwortlichen im Missionskontrollzentrum entschieden, die Mission wie geplant fortzusetzen.

### Auf dem Mond

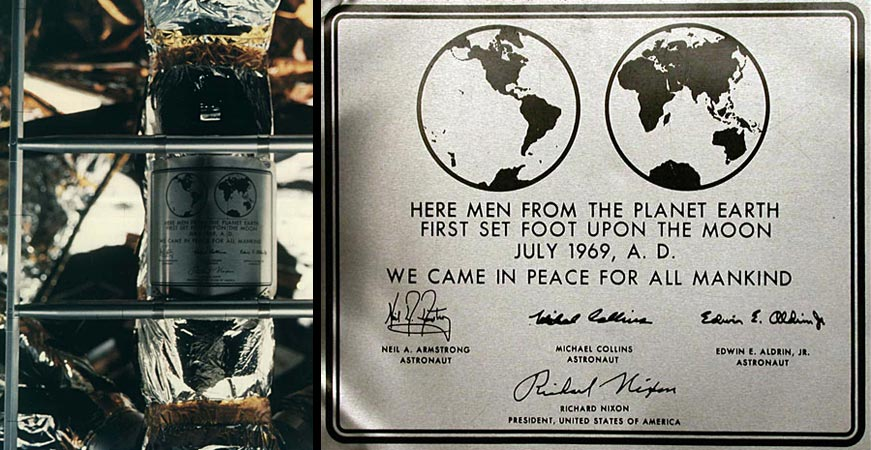
Diese Gedenktafel befindet sich an der Leiter der Mondlandefähre

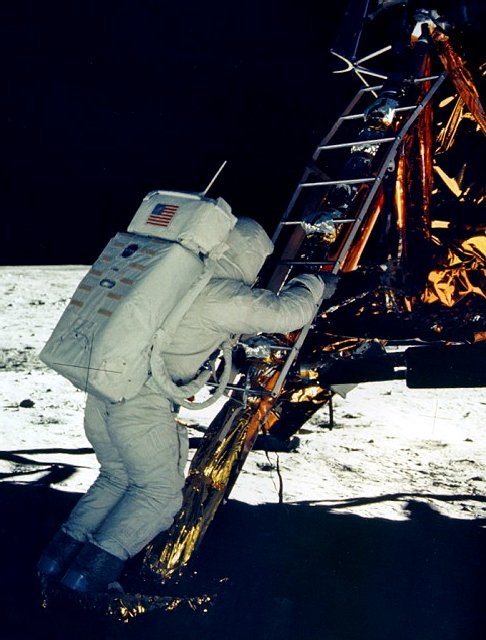
Buzz Aldrin verlässt die Eagle

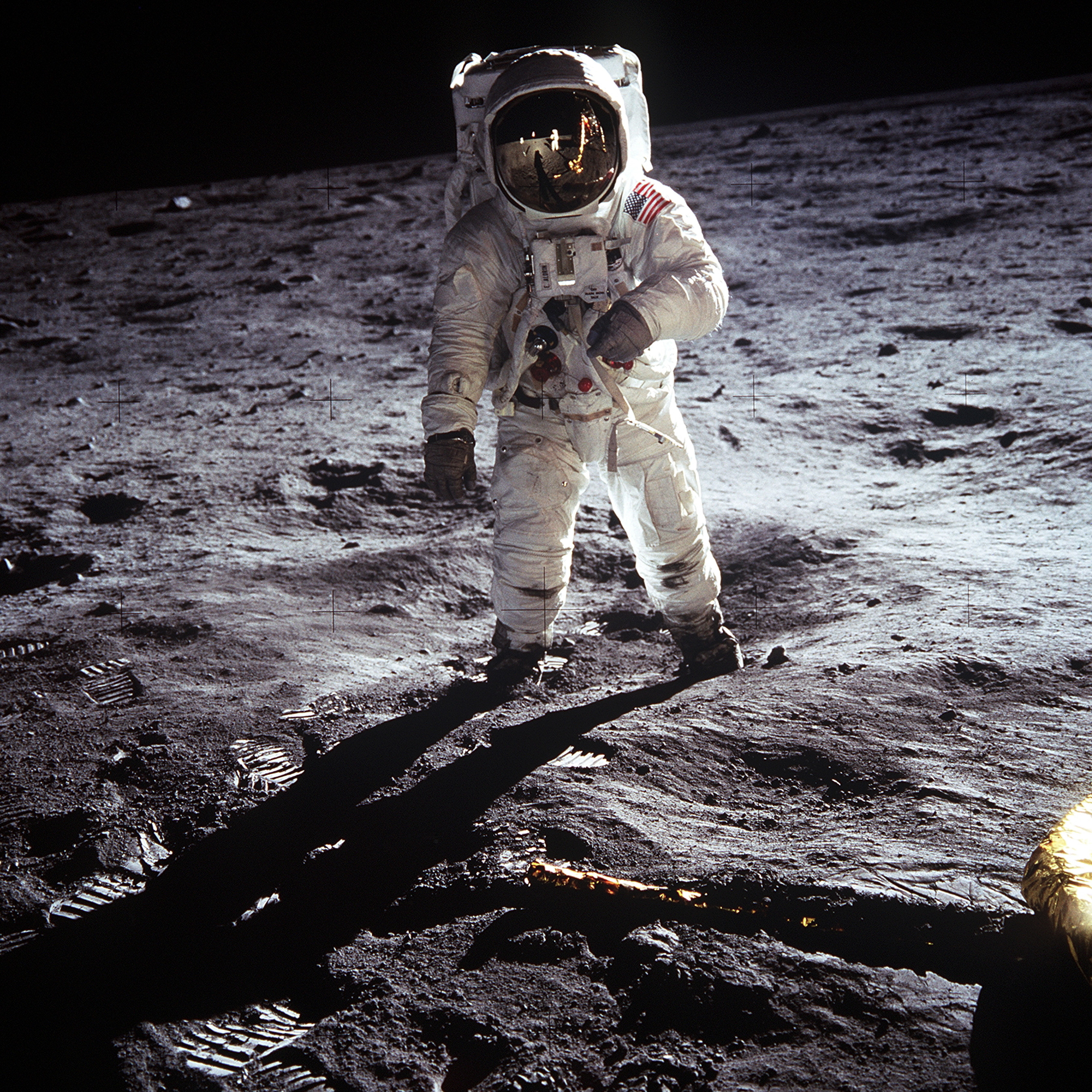
Astronaut Aldrin auf dem Mond

Am 20. Juli 1969 um 20:17:58 Uhr UTC vermeldete Armstrong:

“Houston, Tranquility Base here. The Eagle has landed!”

„Houston, hier ist Tranquility Base. Der Adler ist gelandet!“

Das primäre Ziel war erreicht. Ab diesem Moment benutzten Armstrong und Aldrin das Rufzeichen Tranquility Base.
In den folgenden zwei Stunden waren die Astronauten damit beschäftigt, Vorbereitungen für den Rückflug zu treffen, der alle zwei Stunden erfolgen konnte. Unter anderem musste der Bordcomputer mit der genauen Ausrichtung der Mondfähre programmiert werden. Die genaue Position war zu diesem Zeitpunkt jedoch nicht bekannt, weil Armstrong beim Anflug keine bekannten Geländeformationen identifiziert hatte. Bei seinen fünf Überflügen mit der Columbia versuchte Collins die Mondfähre zu sichten. Da aber auch ihm keine genaue Position zur Verfügung stand, blieb das erfolglos.
Weiterhin fotografierten Armstrong und Aldrin die Mondoberfläche aus ihren Fenstern. Die ursprünglich geplante Ruhepause von 5 Stunden und 40 Minuten wurde auf Anregung der Astronauten auf 45 Minuten verkürzt und der Ausstieg vorgezogen. Die Vorbereitungen hierzu benötigten etwa 3 Stunden.
Am 21. Juli 1969 um 02:56:20 Uhr UTC (03:56:20 Uhr MEZ – In den USA war es noch der 20. Juli) betrat Neil Armstrong als erster Mensch den Mond und sprach die berühmten Worte:

“That’s one small step for ‹a› man, one giant leap for mankind!”

„Das ist ein kleiner Schritt für einen Menschen, aber ein großer Sprung für die Menschheit!“

|                             |
| Mitschnitt des Funkspruches |

Dieses Ereignis wurde sowohl von Aldrin aus dem Fenster der Mondfähre als auch von einer Fernsehkamera am Fuß der Landefähre gefilmt. Etwa 600 Millionen Fernsehzuschauer auf der Erde erlebten die Live-Übertragung.
20 Minuten später verließ auch Buzz Aldrin die Mondfähre. Um das zeitkritische Sonnenwindexperiment nicht zu gefährden, wurde dieses noch vor der US-Flagge aufgestellt. Anschließend bauten die beiden Astronauten weitere kleine Forschungsgeräte des EASEP (Early Apollo Scientific Experiment Package), des Vorläufers des ALSEP (Apollo Lunar Surface Experiments Package), auf dem Mond auf. So sollten mittels eines Seismometers (PSEP) Daten über die seismischen Aktivitäten des Mondes erfasst werden. Das Gerät überstand die erste Mondnacht jedoch nicht. Außerdem wurde wie bei Apollo 14 und Apollo 15 ein Laserreflektor (LRRR) auf der Oberfläche des Mondes aufgestellt. Dieser ermöglicht bis heute präzise die Entfernung zwischen Mond und Erde bis auf wenige Zentimeter genau zu messen. Die Entwicklung des für dessen Tripelprismen verwendeten hochtemperaturfesten Quarzglases mit besonders niedrigem Brechungsindex und die Herstellung der Prismen wurde von der Firma Heraeus in Hanau unter anderem von den Ingenieuren Heinrich Mohn und Peter Hitzschke durchgeführt.
Außerdem wurden Bodenproben entnommen und 21,6 kg Gestein gesammelt. Der erste Aufenthalt auf der Mondoberfläche endete nach 2 Stunden und 31 Minuten.

### Rückflug

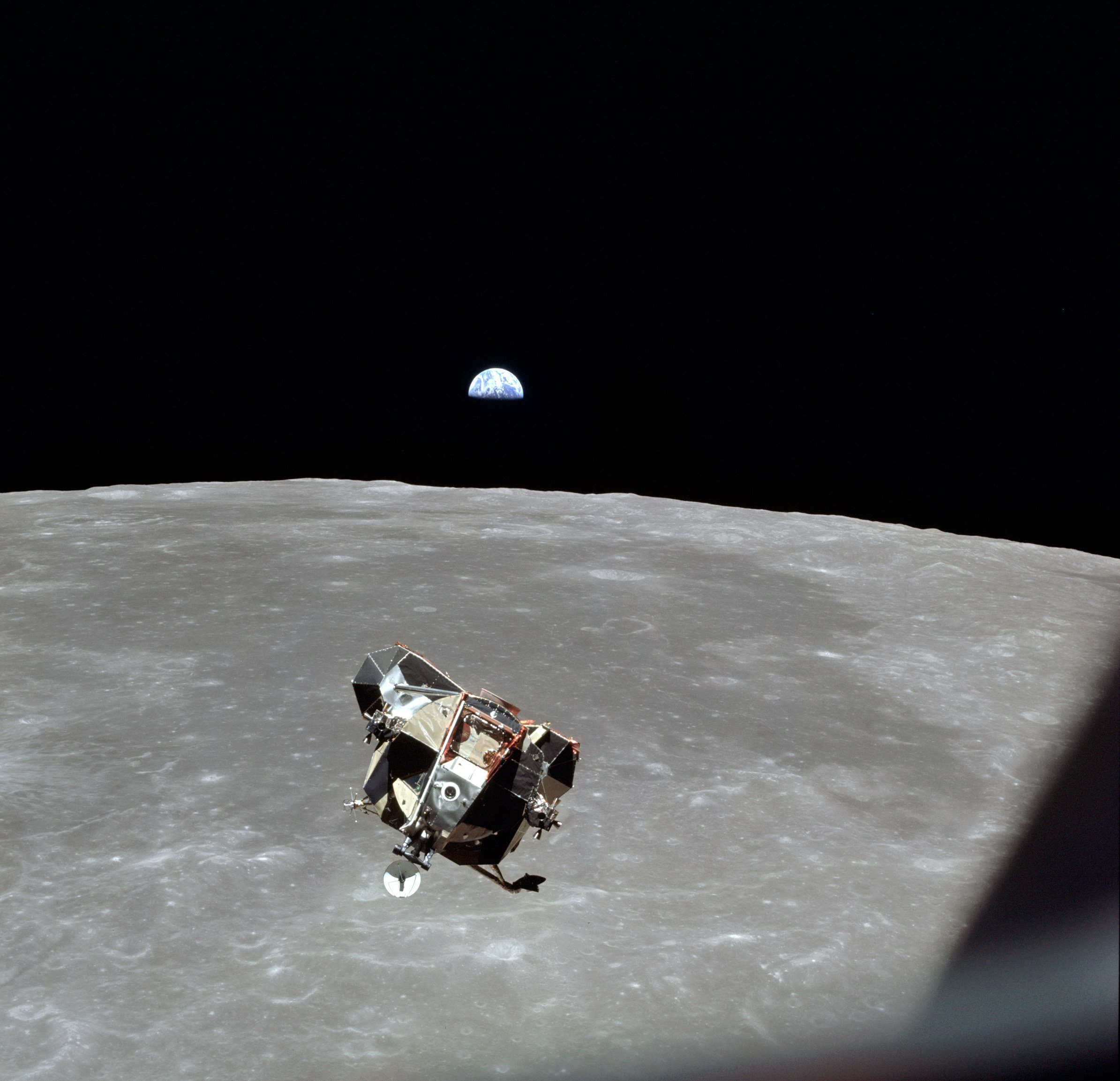
Aufstiegsstufe der Mondlandefähre vor dem Rendezvous mit dem Kommando- und Servicemodul

Noch vor der Ruhephase stellte Aldrin fest, dass der Hebel eines Schalters abgebrochen war, ein anderer war nicht in der vorgesehenen Position. Offenbar hatte Aldrin bei der Vorbereitung der EVA mit dem Rucksack die Schalter berührt. Diese Schalter wurden erst eine Stunde vor dem Start benötigt. Aldrin verwendete später einen Filzstift, um den Schalter zu betätigen.
Der Start der Landefähre gelang problemlos, die Fähre schwenkte in eine Mondumlaufbahn ein und koppelte knapp vier Stunden später wieder an der Kommandokapsel an. Nachdem Armstrong und Aldrin zu Collins umgestiegen waren, wurde die Mondfähre abgestoßen und das Apollo-Raumschiff wieder auf Erdkurs gebracht. Am 24. Juli 1969 um 16:50 UTC wasserte die Kapsel im Pazifik südlich des Johnston-Atolls und wurde mit Hilfe des Helicopter 66 vom Bergungsschiff Hornet an Bord genommen.

### Wieder auf der Erde

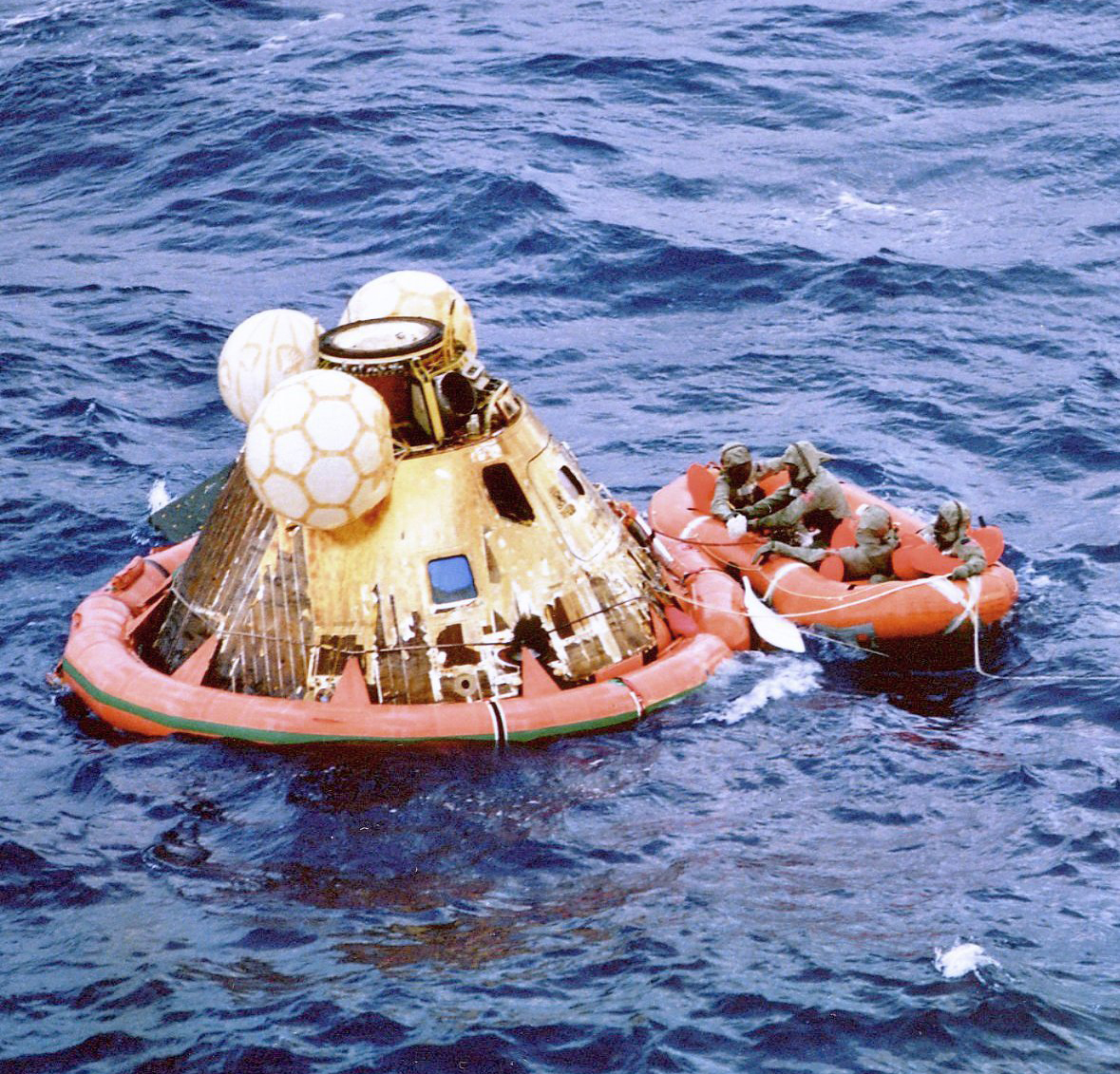
Bergung der Besatzung nach der Wasserung

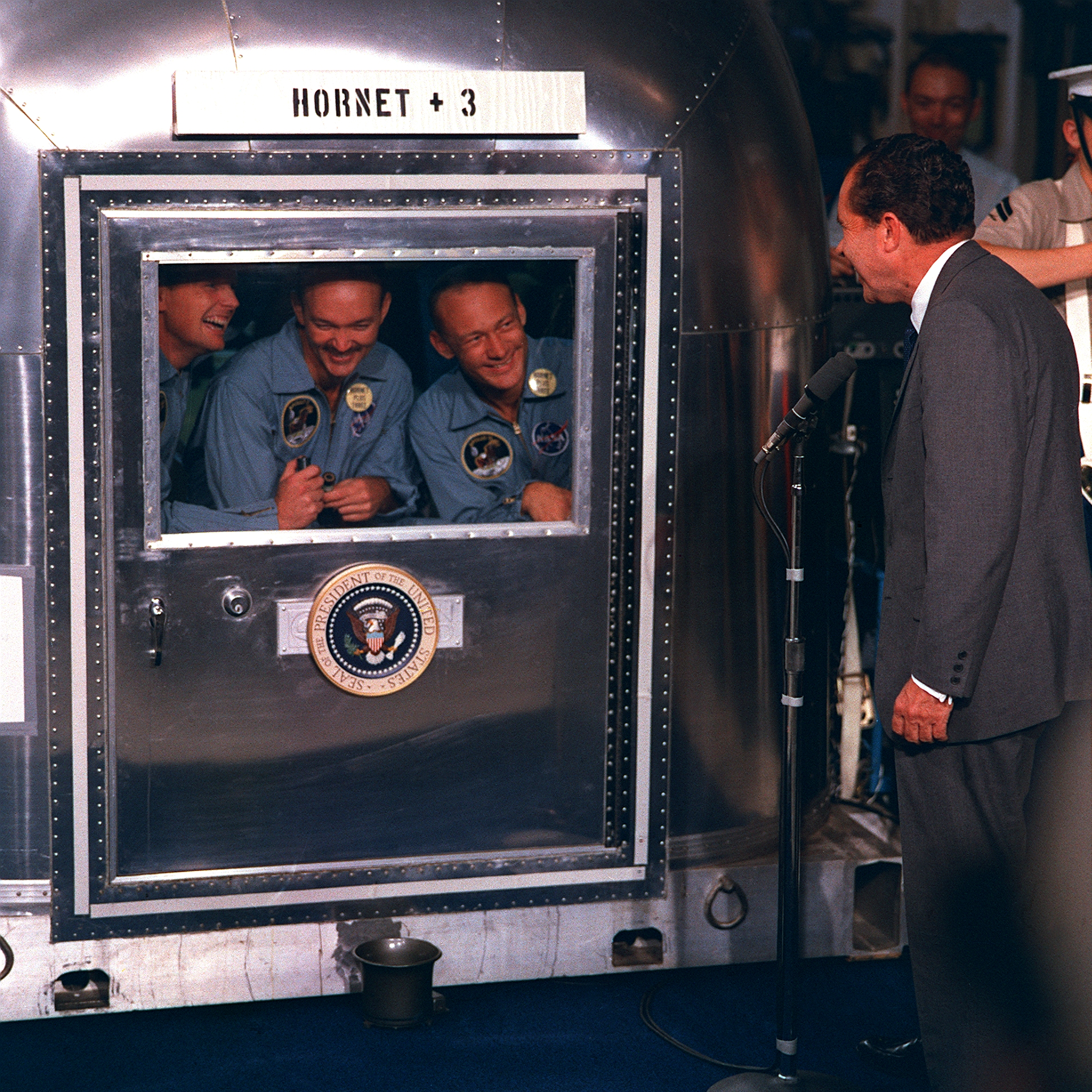
Präsident Richard Nixon besucht die Astronauten während der Quarantäne

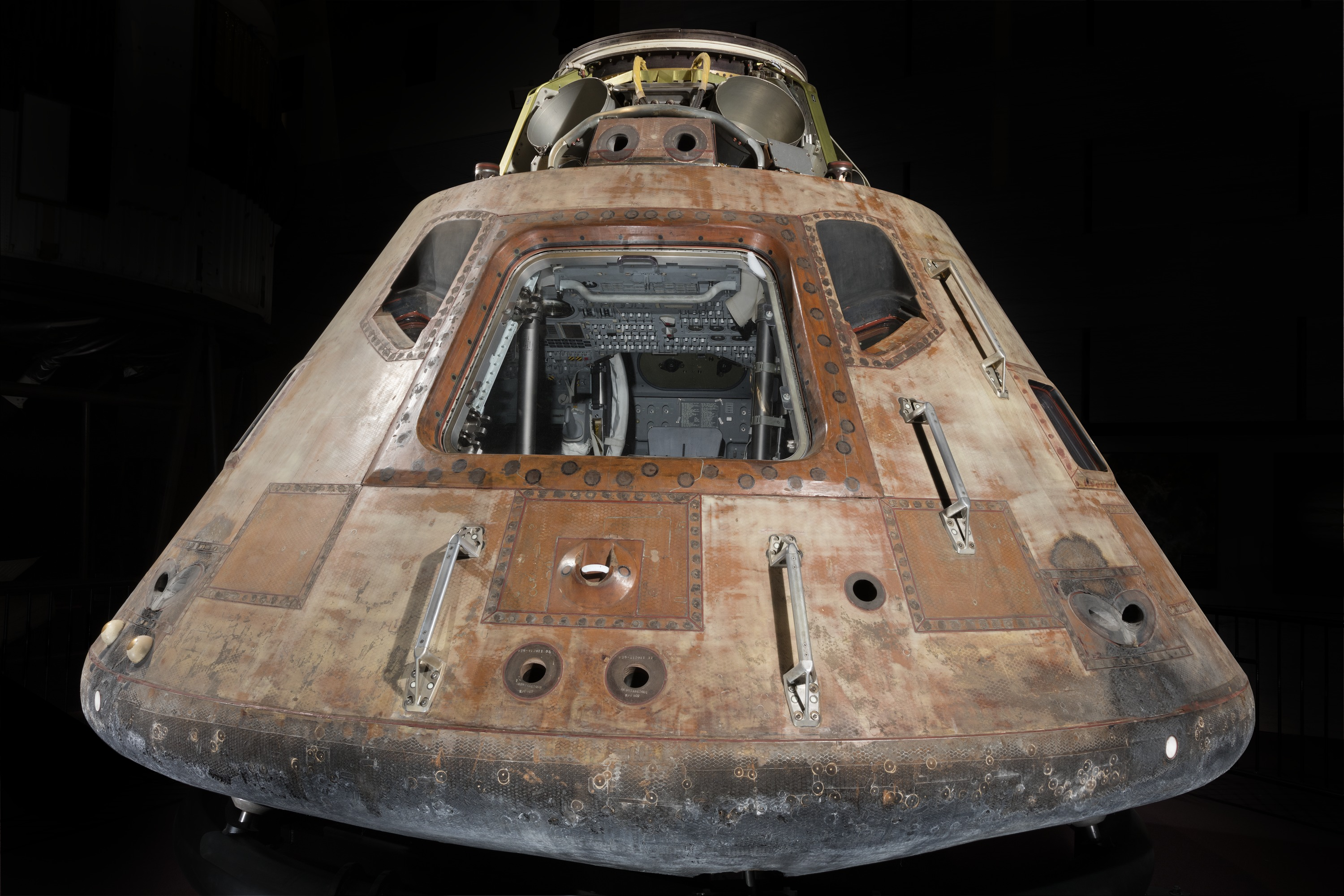
Kommandomodul Columbia (National Air and Space Museum)

Aus Furcht vor unbekannten Mikroorganismen mussten die drei Astronauten beim Verlassen der Apollo-Landekapsel nach außen vollkommen geschlossene Anzüge zur Isolierung tragen und sich in eine 17-tägige Quarantäne begeben, bis alle Bedenken ausgeräumt waren. Das mobile Quarantänemodul, welches eine Rückwärts-Kontamination verhindern sollte, kann heute an Bord der Hornet in Alameda besichtigt werden.
Das Kommandomodul Columbia von Apollo 11 ist nun im National Air and Space Museum in Washington, D.C. ausgestellt.

## Rezeption
Die Mondlandung von Apollo 11 ist ein wesentlicher Meilenstein der menschlichen Zivilisation des Weltraums. Weltweit rund 600 Millionen Menschen verfolgten 1969 die Mondlandung im Fernsehen.
In der Kapsel von Apollo 11 machte die Urgravur zum Druck einer Sonderbriefmarke des United States Postal Service die Reise zum Mond mit. Von dieser Druckplatten-Vorlage wurden nach der Rückkehr 120 Millionen Briefmarken hergestellt. Diese 10-US-Cent-Marken haben die außergewöhnlich große Größe von 45,72 × 26,67 mm. Es wurden 9.614.685 Ersttagesbriefe produziert und ausgeliefert. Lewis Epstein von der Astronomischen Fakultät der Louisiana State University wies darauf hin, dass auf der Marke der Schattenwurf des Landers und der Erde astronomisch gesehen falsch kombiniert war.

### Verschwörungstheorie
Wie bei vielen Ereignissen von solch großer Tragweite wurden auch die Mondlandungen zum Objekt zahlreicher Verschwörungstheorien. Diese Theorien gehen davon aus, dass die Landungen in den Jahren 1969 bis 1972 nicht stattgefunden haben (oft geht es auch nur um die erste bemannte Mondlandung), sondern von der NASA und der US-amerikanischen Regierung vorgetäuscht worden seien. Die Verschwörungstheorien haben seit den 1970ern durch den Autor und ehemaligen Mitarbeiter der NASA-Zulieferfirma Rocketdyne Bill Kaysing Verbreitung gefunden. Die NASA veröffentlichte im Jahr 2012 hochauflösende Bilder des Lunar Reconnaissance Orbiter (LRO) von der Apollo-11-Landestelle.
Erst 2024 bestätigte Roskosmos-Direktor Juri Borissow die Mondlandung von Apollo 11. Die Sowjetunion und die Russische Föderation hatten diese zuvor nicht öffentlich anerkannt, was mutmaßlich ein wesentlicher Grund für die anhaltend hohe Skepsis an den US-Mondlandungen in der russischen Bevölkerung ist.

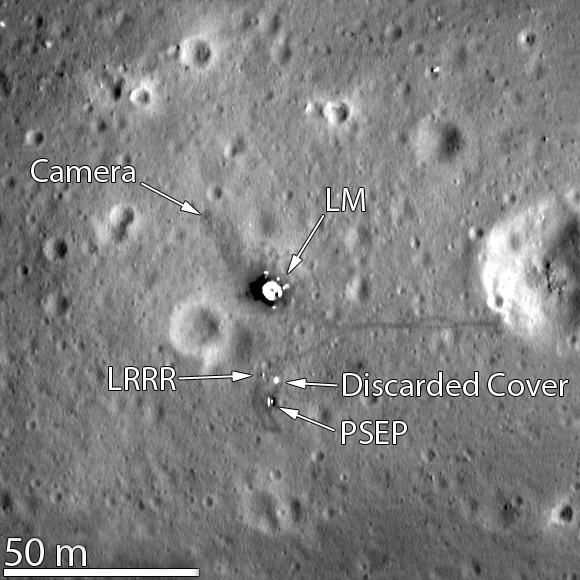
Apollo-11-Landestelle aus 24 km Höhe (LRO, 7. März 2012)

### In Kultur, Kunst und Literatur

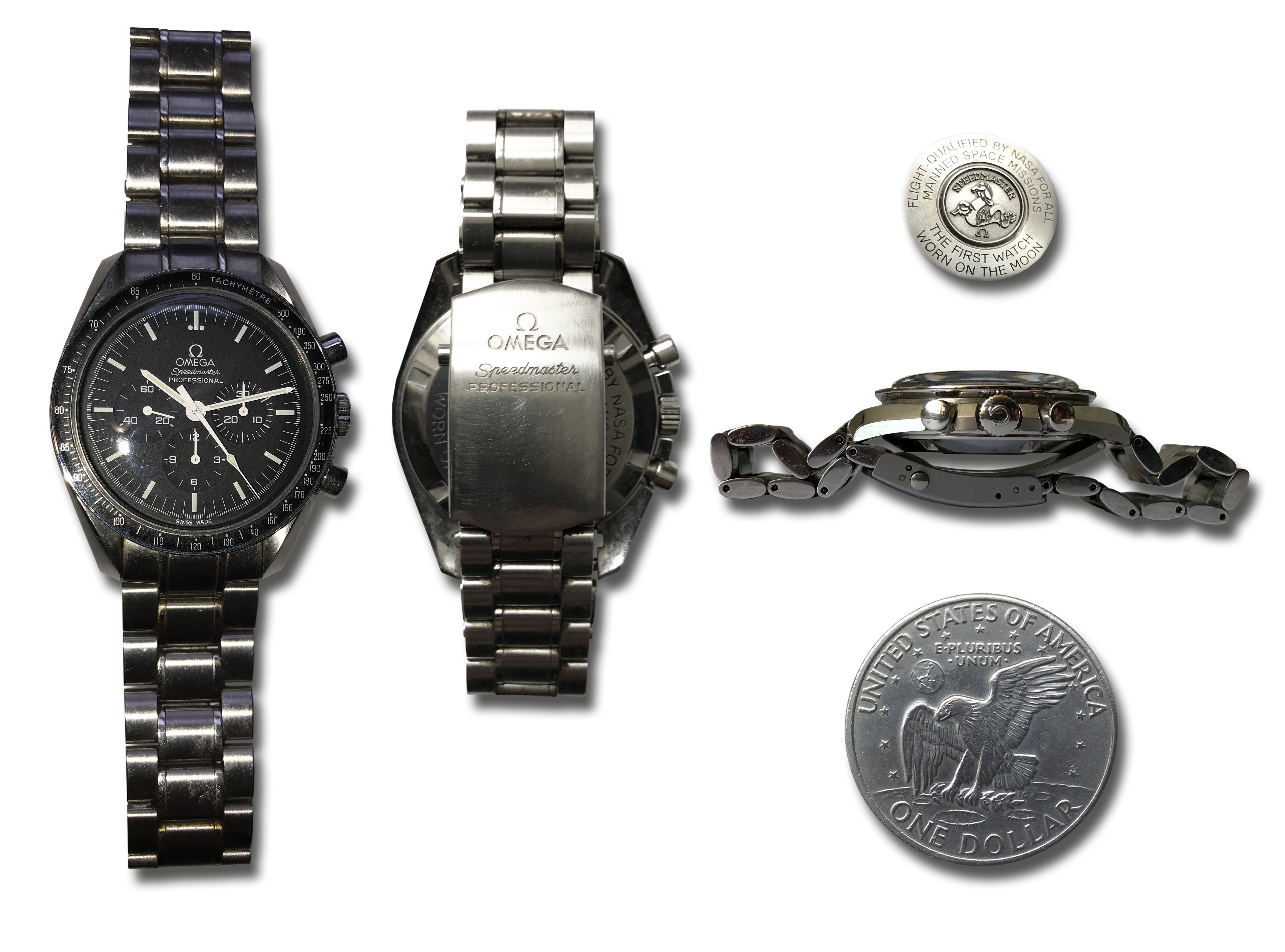
Die Omega Speedmaster Professional („Moonwatch“) mit der Rückseite des „Moon-Dollar“

- Der Maler Peter Hecker verewigte das Ereignis 1969 in einem Kirchenfenster der St.-Martinus-Kirche in Solingen-Burg.[30][31]
- Bei der Behauptung, Armstrong habe vor Verlassen des Mondes noch den Satz Good Luck, Mr. Gorsky gesprochen, handelt es sich lediglich um eine populäre moderne Sage.
- Die Apollo-11-Höhle im Süden Namibias wurde zu Ehren der ersten bemannten Mondmission benannt.
- Die Sonette an Apollo (2015) des deutsch-amerikanischen Dichters Paul-Henri Campbell betten Apollo 11 in die gesamte Apollo-Mission ein.
- Ein in den Gesteinsproben von Apollo 11 festgestelltes, auf der Erde damals noch nicht bekanntes Mineral wurde nach den drei Astronauten „Armalcolit“ getauft.
- Aldrin feierte vor dem Ausstieg auf dem Mond das Abendmahl. Da dies sein privater Akt war, schaltete er während der Zeremonie das Mikrofon ab.[32]
- In der Mockumentary Kubrick, Nixon und der Mann im Mond (2002) werden in einer Scheindokumentation vorgebliche Beweise präsentiert, dass Stanley Kubrick im Auftrag der Nixon-Regierung die Fernsehberichte der Mondlandung von Apollo 11 gefälscht habe.

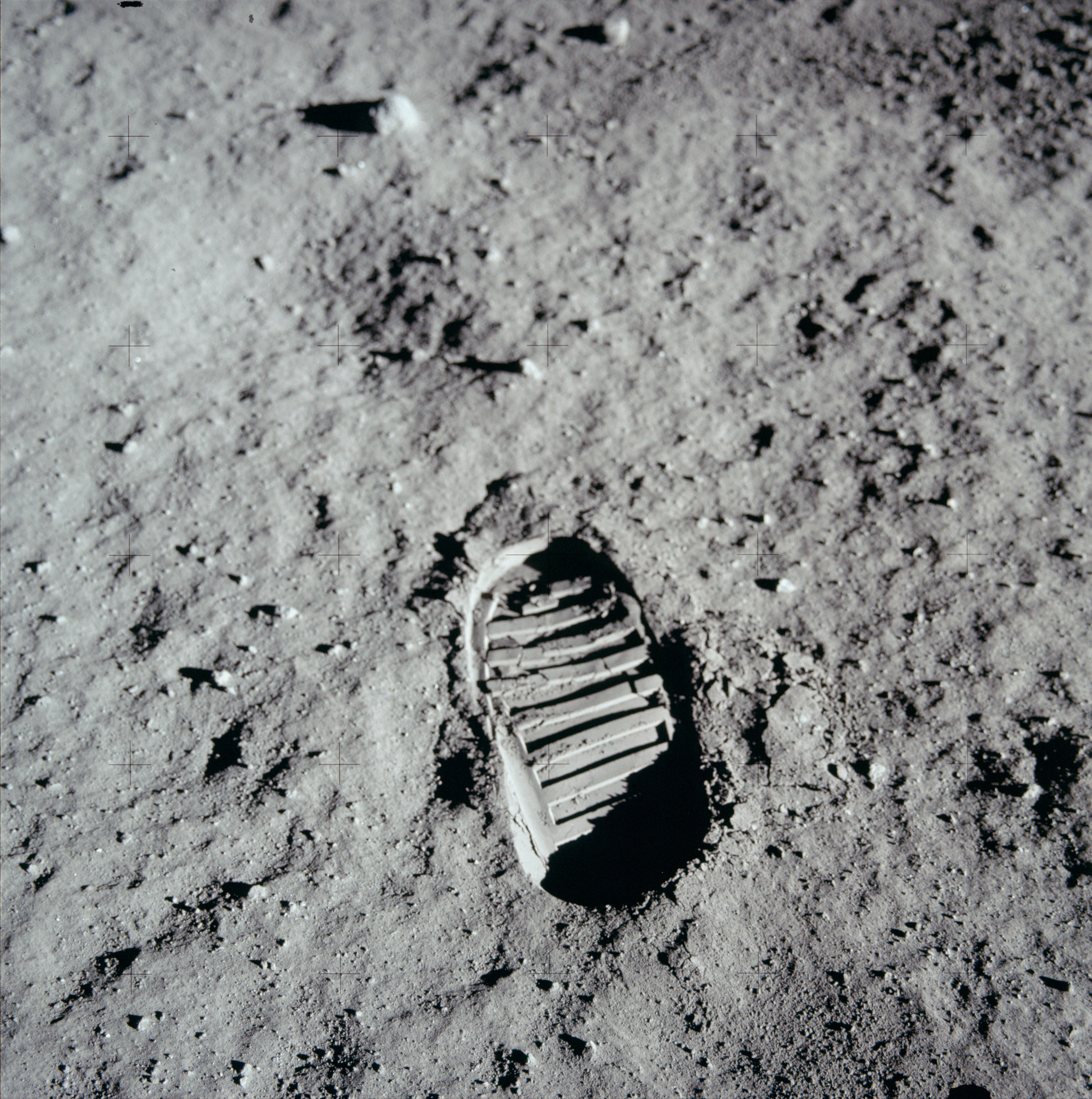
Aldrins Fußabdruck auf dem Mond vom 21. Juli 1969

- Das Cover-Titelbild der CD-Single des Liedes More Than This von Peter Gabriel aus dem Jahr 2002 zeigt ein Foto mit einem Fußabdruck von Buzz Aldrin auf der Mondoberfläche, das während der Apollo-11-Mission aufgenommen wurde.[33] Die Idee dazu stammt aus einem Buch aus Gabriels Besitz mit dem Titel Full Moon, das neue Scans von einigen der 32.000 Negativen der Apollo-Missionen enthielt. Marc Bessant, der das Cover gestaltete, schlug das Bild Gabriel deshalb dafür vor, weil es nicht nur ein anerkanntes Bild menschlicher Bemühungen sei, sondern weil das Abenteuer der Mondlandung aus der Neugier und dem Bedürfnis der Menschen, mehr zu erfahren, entstanden sei.[34]
- 2014 übergab die Witwe von Neil Armstrong dem National Air and Space Museum eine Tasche mit Apollo-11-Ausrüstungsgegenständen. Darunter eine 16-mm-Datenerfassungskamera (data acquisition camera, DAC) der Firma J. A Maurer, Inc., die auf dem Mond verwendet wurde.[35][36]
- Der deutsche Maler Sigmar Polke verewigte das Ereignis der ersten bemannten Mondlandung in seinem 1969 konzeptionierten und bis 1972 fertiggestellten Gemälde Propellerfrau. Über die Entstehung der Propellerfrau wurde eine Reportage veröffentlicht.[37]
- Die Mission wurde 2018 mit Ryan Gosling als Neil Armstrong, Lukas Haas als Mike Collins und Corey Stoll als Buzz Aldrin unter dem Titel Aufbruch zum Mond verfilmt.
- 2019 erschien der Kino-Dokumentarfilm Apollo 11 des Regisseurs Todd Douglas Miller unter ausschließlicher Verwendung von digitalisiertem historischen Bild- und Tonmaterial.
- Mit dem Erstausgabetag 1. Juli 2019 gab die Deutsche Post AG aus Anlass des 50. Jahrestages der Mondlandung von Armstrong und Aldrin ein Sonderpostwertzeichen im Nennwert von 370 Eurocent heraus. Der Entwurf stammt vom Grafiker Thomas Steinacker aus Bonn.
  - Auf einer Gedenkbriefmarke der irischen Post zum selben Anlass wurde das Wort „Gealach“ (Mond) versehentlich als „Gaelach“ (das Gälische oder Irische oder die Highlands Betreffende) geschrieben, womit die Aufschrift lautet: „Der 50. Jahrestag der ersten Landung auf dem Irischen.“[38]
- Zur Mondlandung erschienen verschiedene Gedenkmedaillen, darunter eine vom italienisch-armenischen Künstler Gregorio Sciltian (1900–1985) für den Mailänder Verlag Rizzoli geprägte mit den Porträts von Aldrin, Armstrong und Collins.
- 1971 brachte die US-amerikanische Münzprägeanstalt eine 1-Dollar-Münze heraus, die als Eisenhower-Dollar und auch „Moon-Dollar“ bezeichnet wurde. Zur Erinnerung an die Mondlandung von Apollo 11 war auf der Rückseite das von Michael Collins entworfene[39] Missionsemblem abgebildet.
- Die schon vorher von der NASA für Weltraumeinsätze zertifizierte Omega Speedmaster Professional etablierte sich durch ihre Verwendung bei der Apollo-11-Mission weltweit in Sammlerkreisen als „The Moonwatch“.
- Neil Armstrong hatte während der Mission zwei Originalteile (ein Holzstück des linken Propellers und ein Stoffteil der Bespannung) des Wright Flyers dabei, mit dem die Brüder Wright 1903 den historischen ersten Motorflug durchführten.[40]
- In der Serie Star Trek: Picard wird einer Astronautin während eines simulierten Trainingsflugs der Fehlercode 1202 angezeigt, einer der beiden Fehlercodes, die auch beim Landeanflug der Mondlandefähre Eagle angezeigt wurden.[41]
- Im Juli 2022 wurde die Jacke, die Buzz Aldrin bei der Mission Apollo 11 trug, in New York City für umgerechnet 2,7 Mio. Euro versteigert.[42]

### Textdokumente
- NASA: Apollo 11 Info (englisch)
- NASA: Apollo 11 Lunar Surface Journal (englisch)
- NASA: Apollo 11 Mission Report (MSC-00171) (November 1969, 348 Seiten, englisch) (PDF)
- NASA: Mitschriften des Funkverkehrs (Memento vom 4. Juni 2009 im Internet Archive) (englisch)
- Apollo 11 CSM, SIVB, LM im NSSDCA Master Catalog (englisch)
- The First Lunar Landing As Told By The Astronauts: Armstrong, Aldrin und Collins kommentieren die Mondlandung (englisch)

### Sekundärquellen
- Apollo 11 in der Encyclopedia Astronautica (englisch)
- Die erste Mondlandung. In: Scinexx.de, 16. Juli 2013
- Vincent Kutz: Die Mondlandung 1969 im Rundfunk der DDR (Deutsches Rundfunkarchiv)
- Die Eroberung des Mondes Dokumentation von Robert Stone (3 Teile, Gesamtlänge: 311 Minuten) Veröffentlicht: 2019

### Video, Audio, multimedial
- Apollo 11 in Real Time – Multimediale Echtzeit-Wiedergabe der Apollo-11-Mission anhand umfangreicher historischer Aufzeichnungen (englisch)
- Apollo 11: The Complete Descent – Echtzeitwiedergabe des Funkverkehrs des LM von Apollo 11 mit dem Kontrollzentrum in Houston und den Bildern während des Abstiegs der LM Eagle auf den Mond am 20. Juli 1969 (Quelle: Apollo Flight Journal 2019)
- Mitschnitt von Armstrongs Funkspruch beim Ausstieg (Audiodatei im WAV-Format; 266 kB)
- Apollo 11: "As it happened LIVE on ABC" auf YouTube – Video des zweiten Teils der Fernseh-Übertragung von ABC von 1969
- Original NASA EVA Mission Video – Walking on the Moon. (Neil Armstrong; Länge: 3:02:30) NASA